# (34609) 2000 UK8
2000 UK8 (asteroide 34609) é um asteroide da cintura principal. Possui uma excentricidade de 0.04791350 e uma inclinação de 11.52193º.
Este asteroide foi descoberto no dia 24 de outubro de 2000 por LINEAR em Socorro.